# Civilization (Star Trek)
Civilization is de achtste aflevering van de serie Star Trek: Enterprise van 97 in totaal.

## Verloop van de aflevering in hoofdlijnen
De bemanning van de USS Enterprise NX-01 komt bij een planeet aan waarvan de bevolking - de Akaali - van een stad aan een mysterieuze ziekte leidt. Als blijkt dat een aantal buitenaardsen op de planeet de ziekte verspreidt door het lekken van een bijproduct van het delven van een wapencomponent, is het aan hen de Malurianen - het ras van deze buitenaardsen - van de planeet te verdrijven en een geneesmiddel voor de ziekte te vinden.
Kapitein Jonathan Archer en een plaatselijke bewoner, Riann, volgen een Maluriaan naar een open plek, waar hij een aantal kratten in een ruimteveer laat laden. Echter worden ze gezien en na een kort vuurgevecht weet Archer een klein apparaat af te pakken. Ze keren terug naar de stad en krijgen toegang tot de reactor. Daar schakelt Archer een energieveld uit, waardoor de Enterprise in staat is de reactor weg te transporteren en hem te vernietigen, waarmee het ruimteveer tevens wordt beschadigd. Daarna eist de bemanning van de Enterprise dat zij nooit meer terugkeren, wat ze met tegenzin beloven.
Een tweede verhaallijn in de aflevering is een liefdesverhouding tussen Archer en Riann, die geen stand kan houden omdat Archer als kapitein weer verder moet reizen en Riann bewoonster van een technologisch minderwaardige planeet (een beschaving van een planeet die de Warpaandrijving nog niet heeft uitgevonden) is. Hij belooft tevens aan haar dat de Malurianen niet terug zullen keren. Hij zegt dat de Vulcans daar ook op toe zullen zien.

## Acteurs

### Hoofdrollen
- Scott Bakula als kapitein Jonathan Archer
- John Billingsley als dokter Phlox
- Jolene Blalock als overste T'Pol
- Dominic Keating als luitenant Malcolm Reed
- Anthony Montgomery als vaandrig Travis Mayweather
- Linda Park als vaandrig Hoshi Sato
- Connor Trinneer als overste Charles "Trip" Tucker III

### Gastacteurs
- Diane DiLascio als Riann
- Wade Andrew Williams als Garos

### Bijrollen
- Charlie Brewer als zowel een Maluriaan en een Akaali

#### Bijrollen die niet in de aftiteling vermeld zijn
- Evan English als vaandrig Tanner
- Mark Watson als bemanningslid van de Enterprise

### Stuntdubbel
- Vince Deadrick junior als stuntdubbel voor Wade Williams